# アイシン高丘
アイシン高丘株式会社（アイシンたかおか、英: AISIN TAKAOKA CO.,LTD.）は、愛知県豊田市に本社を置く大手自動車部品・音響機器メーカー。アイシングループ主要6社の一つ。

## 概要
株式会社アイシンの子会社で自動車用鋳造部品や工作機械、「TAOC（タオック）」ブランドでスピーカーやAVラックなどの音響機器・AV周辺機器の製造・販売を行っている。

## 沿革
- 1960年（昭和35年）3月8日 - 「高丘工業株式会社」として設立。
- 1986年（昭和61年） - 「アイシン高丘株式会社」に商号を変更。
- 1990年（平成2年） - 三新工業株式会社と合併。
- 1997年（平成9年） - ISO 9001認証を取得。
- 2000年（平成12年） - ISO 14001認証を取得。

## TAOC
TAOC(タオック)とは、アイシン高丘が開発・製造する音響機器向けのオーディオアクセサリー、スピーカーのブランド、登録商標。
自動車部品製造で培った同社の鋳鉄に関する技術を応用し、1983年（昭和58年）のスピーカーベースの発売から始まり、オーディオラック、スピーカースタンド、インシュレーターなどオーディオ・アクセサリーを展開している。1999年（平成11年）にはFC7000を発売、高級スピーカーシステム分野に参入している。ブランドストーリーなどTAOCに関する情報は、 TAOC wikipediaページに記されている。

### 製品
- ハイ・レゾリューションスピーカーシステム（FCシリーズ、LCシリーズ）
- オーディオラック
- スピーカースタンド
- オーディオボード
- インシュレーター

## 事業所
- 本社（愛知県豊田市）
- 吉良工場（愛知県西尾市）

## 関連会社
- アイシン新和株式会社
- 新和工業株式会社
- エイティーマテリアル株式会社
- エイティーメンテナンス株式会社
- 福田工業株式会社
- エイティーアグリー株式会社
- イナテツ技研株式会社
- エイ・ティー南陽株式会社
- エイティーテクノス株式会社
- エイティー九州株式会社
- アイシン高丘東北株式会社
- 中川工業株式会社
- 平林工業株式会社
- アイシン高丘エンジニアリング株式会社